# Carros (Alpes Marítimos)
Carros é uma comuna francesa na região administrativa da Provença-Alpes-Costa Azul, no departamento Alpes Marítimos. Estende-se por uma área de 15,1 km².